# Cervantes Intézet
A Cervantes Intézet (Instituto Cervantes) a Spanyol Királyság által működtetett kulturális intézet és nemzetközi spanyol nyelviskola. Évente több mint 80 ezres tanulóforgalmával a spanyol nyelv oktatásának legnagyobb intézménye a világon, amely 2005-ben Asztúria Hercege-díjat (Premio Príncipe de Asturias) is nyert „Kommunikáció és humán tudományok” (Comunicación y Humanidades) kategóriában. Központja Madridban és Alcalá de Henaresben, Miguel de Cervantes szülőhelyén található.

## Történet és tevékenységek
A Cervantes Intézetet a spanyol állam alapította 1991-ben. Fő célkitűzése a spanyol nyelv terjesztése és tanítása, valamint Spanyolország és a Hispano-Amerikai országok kultúrájának terjesztése. Ezeken kívül az alábbi fontosabb feladatokat látja el:
- A DELE (Diploma de Español como Lengua Extranjera ’Oklevél Spanyolból mint Idegen Nyelvből’) nemzetközileg elismert spanyol nyelvvizsga szervezése és a hivatalos bizonyítványok kiállítása az intézményben tanulók részére.
- Spanyol nyelvtanfolyamok szervezése.
- Továbbképzések szervezése spanyoltanárok részére.
- Hispanisták tevékenységének támogatása.
- Kulturális tevékenységek elősegítése más szervezetekkel együttműködésben.

2004-ben nyílt meg a budapesti Cervantes Intézet a VI. kerületi, a Vörösmarty utca 32. szám alatt.